# Karabin maszynowy Browning M1917
Browning M1917 – amerykański ciężki karabin maszynowy produkowany w końcowym okresie I wojny światowej. Wycofany z uzbrojenia w latach 50. XX wieku.

## Historia
Swój pierwszy karabin maszynowy działający na zasadzie krótkiego odrzutu lufy John Moses Browning opatentował w 1901. Jednak jego konstrukcja nie spotkała się wówczas z większym zainteresowaniem amerykańskiej armii. Dopiero I wojna światowa i rozbudowa armii amerykańskiej spowodowały pojawienie się w uzbrojeniu amerykańskich żołnierzy większej liczby ciężkich karabinów maszynowych (zarówno skonstruowanych w kraju jak Colt M1914, jak i licencyjnych). Kłopoty z eksploatacją wielu odmiennych typów ckm-ów sprawiły, że w 1916 podjęto decyzję o ujednoliceniu uzbrojenia. Browning zaproponował wówczas zmodernizowaną wersję swojego ckm-u z 1901. W wyniku prób nowy karabin maszynowy wprowadzono do uzbrojenia jako Browning M1917. Jednak przed zakończeniem walk na front dotarło tylko 1200 karabinów maszynowych M1917.
Po wojnie produkcja ckm-u M1917 została w Stanach Zjednoczonych szybko zakończona. Amerykańskiej (mocno zredukowanej po wojnie) armii wystarczały już wyprodukowane egzemplarze. Produkcję licencyjną rozpoczęto natomiast w Belgii, w zakładach FN. Właśnie belgijska wersja ckm-u Browning M1917 stała się wzorem na podstawie którego skonstruowano polski ckm wz. 30.
W momencie wybuchu II wojny światowej amerykańska armia dysponowała karabinami maszynowymi M1917 i niewielką liczbą nowszych M1919. Piechota początkowo używała ckm-u M1917A1, jednak od 1943 coraz częściej zastępowała go nieco lżejszym ckm-em M1919A4. Stare ckm-y M1917 coraz częściej wycofywano do jednostek pomocniczych (przeciwlotniczych, ochrony sztabów itp.). Nieliczne egzemplarze karabinów maszynowych Browning M1917 były jeszcze używane w trakcie wojny koreańskiej.
Ckm Browning M1917 został wycofany z uzbrojenia armii amerykańskiej po wprowadzeniu uniwersalnego karabinu maszynowego M60.

## Opis konstrukcji
Ciężki karabin maszynowy Browning M1917A4 był zespołową bronią samoczynną. Zasada działania oparta na krótkim odrzucie lufy, ryglowanie ryglem wahliwym. Strzelanie tylko ogniem ciągłym. Zasilanie taśmowe (taśma parciana, podczas wojny koreańskiej stosowano taśmę metalową, jednak prowadziło to do szybszego zużycia mechanizmów karabinu). Lufa niewymienna chłodzona wodą w walcowej chłodnicy o pojemności 4 litrów. Broń strzelała z podstawy trójnożnej.